# Monte Real Club de Yates de Bayona
El Monte Real Club de Yates de Bayona (MRCYB) es un club náutico situado en el municipio de Bayona (Pontevedra) de Galicia, España. Ocupa desde su fundación el recinto amurallado del siglo XIV conocido como Batería del Cangrejo, situado en la península del Monterreal, al sur de las Rías Bajas, al final de la Ría de Vigo, y a poco más de 5 millas del archipiélago de las Islas Cíes.

## Historia
El 20 de junio de 1964 fue fundado en Bayona el Erizana Yachting Club Internacional, germen del Monte Real Club Internacional de Yachting Bayona La Real, en el que se convertiría apenas un año después, el 24 de marzo de 1965, aunque el nombre fue evolucionando con el paso de los años hasta el actual Monte Real Club de Yates de Bayona. Su filosofía ha estado basada siempre en dos premisas fundamentales: el fomento del turismo náutico internacional y la organización de regatas. 
El MRCYB ha organizado varias ediciones de la regata Lymington-Bayona, varios campeonatos de Europa y del Mundo, y numerosas regatas de Match Race. Todos los años organiza, desde 1986 el Trofeo Príncipe de Asturias, que es la regata emblemática del club.
En 1989, el Monte Real Club de Yates tomaba una decisión sin precedentes en el panorama de la vela español, la de lanzar un desafío a la Copa América de Vela, la competición náutica más prestigiosa y antigua del mundo, una prueba a la que el MRCYB se presentaría un total de tres veces.
El MRCYB ha recibido la Medalla de Oro del Ayuntamiento de Bayona, y el título de hijo adoptivo de la Real Villa a su presidente Rafael Olmedo.

## Copa América

### 1989
En el año 1989, el Monte Real Club de Yates toma una decisión sin precedentes en el mundo de la vela nacional, y presenta un Desafío a la Copa América, la competición más importante y prestigiosa del mundo. Su presidente, Rafael Olmedo, fue el encargado de presentar el desafío ante los medios de comunicación. La Copa América se celebró en el año 1992 en San Diego.

### 1992
Después de haber presentado el desafío en 1989, el Monte Real Club de Yates participó en la vigésimo octava edición de la Copa América, celebrada entre el 9 y el 16 de abril de 1992 en San Diego (Estados Unidos). Era la primera vez en la historia de esta competición en la que competía un equipo español. El Desafío Español Copa América, liderado por Pedro Campos, y compitiendo con el barco España 92 Quinto Centenario, logró un meritorio quinto puesto.

### 1995
La vigésimo novena edición de la Copa América de Vela, celebrada en San Diego (Estados Unidos) del 5 al 13 de mayo de 1995, fue la segunda ocasión en la que un equipo español se presentó a la competición. Fue el Copa América 95 Desafío Español, del Monte Real Club de Yates de Bayona y el Real Club Náutico de Valencia. El equipo, encabezado nuevamente por Pedro Campos, compitió con el barco Rioja de España, construido en los astilleros de Rodman Polyships de Vigo. España logró tres triunfos en las 21 regatas celebradas, logrando el sexto puesto de la copa.

### 2000
Por tercera vez consecutiva España se presenta a la Copa América de Vela, que en el año 2000 cumplió su trigésima edición y se celebró en Auckland (Nueva Zelanda) entre el 20 de febrero y el 2 de marzo de 2000.  El equipo español, conocido con el nombre de Spanish Challenge, del Monte Real Club de Yates de Bayona y el Real Club Náutico de Valencia, navegó en el barco Bravo España, bajo la dirección de Pedro Campos. 

## Trofeo Príncipe de Asturias
El Trofeo Príncipe de Asturias comienza a celebrarse en el año 1986, coincidiendo con la presencia de Felipe de Borbón (por aquel entonces heredero al trono) en la Escuela Naval Militar de Marín, a donde acude para completar su formación castrense.
La Escuela Naval Militar de Marín y el Monte Real Club de Yates deciden proyectar juntas una prueba deportiva que reuniese en Galicia a las mejores tripulaciones y embarcaciones del panorama náutico internacional.
La primera edición, celebrada los días 26, 27 y 28 de septiembre de 1986, bate récords de participación, llegando a contarse más de 70 barcos en la línea de salida. El ahora Rey de España, por aquel entonces Príncipe Felipe y caballero guardamarina, estuvo a punto de hacerse con la victoria de la regata a bordo del Aifos. Finalmente le arrebató el podio el Kochab, un barco de media tonelada de la armada patroneado por el capitán de navío González-Llanos. 
Don Felipe de Borbón, Rey de España, ha participado como regatista en las ediciones de 1986, 1987, 1988, 1991, 1998 y 2005. En la edición de 1998, el barco de Don Felipe de Borbón se alzó vencedor, aunque él no llegó a poder participar (el primer día de regata estaba de viaje oficial y el segundo día se suspendieron las pruebas por la intensa niebla que había).
En 1995 y en 2010, aunque no compitió en la regatas, Don Felipe de Borbón, acudió a Bayona para presidir la entrega de premios de ambas ediciones. En la actualidad, sigue siendo el presidente de Honor del Monte Real Club de Yates (título que ostenta desde 1986).
En el salón principal del Monte Real Club de Yates hay un cuadro de honor de la regata, en el que aparecen inscritos los nombres de todos los barcos y patrones que han resultado ganadores de la regata desde sus comienzos.

## Trofeo Conde de Gondomar
El Trofeo Conde de Gondomar es una regata ideada en 1976 por Rafael Olmedo Limeses. Se disputa desde entonces sin interrupción.
Desde sus orígenes mantiene el mismo esquema, que incluye dos etapas de travesía y una prueba técnica. La primera de las etapas de travesía es una de las más peculiares del panorama náutico español. Implica un recorrido de más de 110 millas desde Bayona hasta Finisterre y regreso a Bayona, virando a mitad de recorrido en el mítico faro de Carrumeiro Chico. Se trata de una prueba de larga distancia y dureza técnica, pero son muchos los regatistas que se animan a hacerla cada año, porque se trata de todo un reto para los navegantes más aventureros. 
La segunda etapa de travesía supone un recorrido de unas 40 millas alrededor del archipiélago de las Ons. La regata finaliza con una prueba de barlovento-sotavento en la ría de Vigo.

## Medio Ambiente
Desde el año 1993, y de forma ininterrumpida, ondea en sus instalaciones el galardón de la Bandera Azul, distintivo controlado por la organización sin ánimo de lucro Fundación Europea para la Educación Ambiental (FEE), representada en España por la Asociación de Educación Ambiental y del Consumidor (ADEAC).
El MRCYB está adherido, además, al Código de Conducta en el Mar.